# Mizuki Tsujimura
Mizuki Tsujimura (jap. 辻村 深月, Tsujimura Mizuki; * 29. Februar 1980 in der Fuefuki, Präfektur Yamanashi) ist eine japanische Schriftstellerin. 
Tsujimura gab 2004 mit Tsumetai kōsha no toki wa tomaru (冷たい校舎の時は止まる) ihr Debüt und erhielt dafür den Mephisto-Preis, einen Nachwuchspreis der von der gleichnamigen Zeitschrift des Kōdansha-Verlages vergeben wird. 2011 wurde sie für Tsunagu (ツナグ) mit dem Yoshikawa-Eiji-Nachwuchspreis für Literatur ausgezeichnet. Ein Jahr später 2012 erhielt sie für Kagi no nai yume o miru (鍵のない夢を見る, „Träume ohne Schlüssel“), eine Sammlung von Kurzgeschichten, den Naoki-Preis. 